# Castagnole delle Lanze
Castagnole delle Lanze ist eine italienische Gemeinde in der Provinz Asti (AT), Region Piemont.

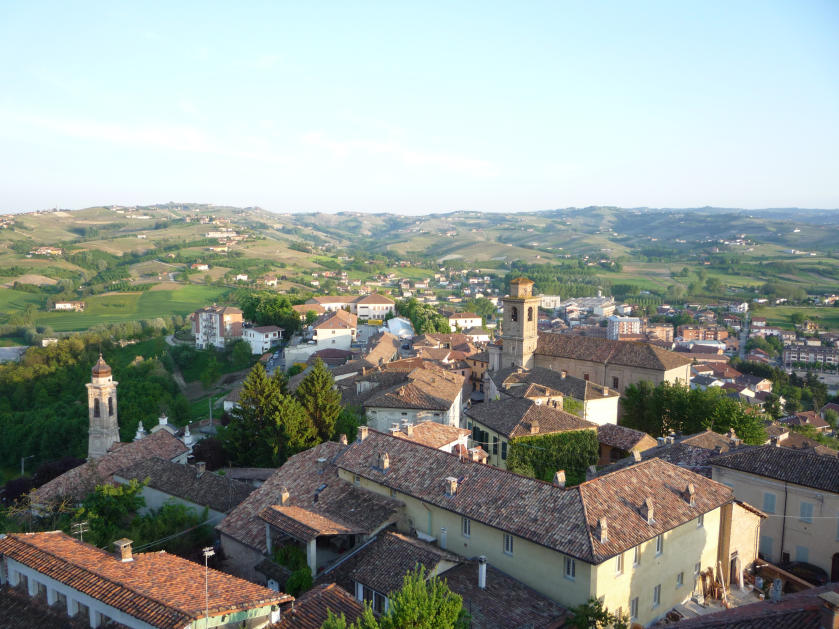

## Lage und Einwohner
Castagnole delle Lanze liegt 20 km südlich von der Provinzhauptstadt Asti entfernt. Das Gemeindegebiet umfasst eine Fläche von 21 km² und hat 3664 Einwohner (Stand 31. Dezember 2023). Zur Gemeinde zählen auch die Dörfer und Weiler Annunziata, Carossi, Farinere, Olmo, Piani, Rivella, San Bartolomeo, San Defendente, San Grato, San Lorenzo, San Pietro, San Rocco, Santa Maria, Val Bera und Valle Tanaro. Castagnole delle Lanze hat an der Bahnstrecke Alessandria–Cavallermaggiore Bahnhof und ist bei der Strecke Castagnole-Asti-Mortara Endstation. Seit Juni 2012 hat die Region Piemont den Bahnverkehr durch Busverbindungen ab der Piazza Lucchini ersetzt. Der Bahnhof blieb sechs Jahre lang ungenutzt, bis er im November 2018 einige Tage im Jahr wieder für den Touristenverkehr geöffnet wurde.
Ab dem 11. September 2023 wurde sie mit der Reaktivierung des Eisenbahnverkehrs zwischen Asti und Alba wieder in Betrieb genommen. 
Die Nachbargemeinden sind Castiglione Tinella (CN), Coazzolo, Costigliole d’Asti, Govone (CN), Magliano Alfieri (CN) und Neive (CN).

## Kulinarische Spezialitäten
Die Muskateller-Rebe für den Asti Spumante, einen süßen DOCG-Schaumwein mit geringem Alkoholgehalt sowie für den Stillwein Moscato d’Asti wird unter anderem in Castagnole delle Lanze angebaut. Dort werden auch Reben der Sorte Barbera für den Barbera d’Asti, einen Rotwein mit DOCG Status angebaut.

## Partnerstädte
- Brackenheim
- Charnay-lès-Mâcon
- Zbrosławice
- Tarnalelesz
- Valledolmo

## Söhne und Töchter der Gemeinde
- Ener Bettica (1907–1942), italienischer Offizier